# Wilhelm Góra
Wilhelm Antoni Góra (ur. 18 stycznia 1916 w Bytomiu, zm. 21 maja 1975 w Duisburgu) – polski piłkarz, pomocnik, sporadycznie napastnik. Uczestnik IO 36 i MŚ 1938.

## Życiorys
Dorastał na Szarleju (dzisiejsze Piekary Śląskie), karierę piłkarską rozpoczął w miejscowym Strzelcu, a kontynuował w Pogoni Katowice. W lidze debiutował w krakowskiej Cracovii. W barwach popularnych Pasów rozegrał 134 spotkania, a w 1937 świętował tytuł mistrza Polski.
W reprezentacji Polski zadebiutował 15 września 1935 w meczu z Łotwą. Na swoim koncie zgromadził 16 występów w kadrze. Przed wybuchem II wojny światowej miał pewne miejsce w reprezentacji, brał udział w najsłynniejszych meczach tego okresu – z Brazylią na MŚ 1938 i ostatnim przedwojennym spotkaniu Polaków, z Węgrami.
W czasie wojny został wciągnięty na volkslistę i mógł kontynuować karierę piłkarską. Występował w krakowskim DTSG. Po powołaniu do Wehrmachtu trafił na front we Włoszech, gdzie dostał się do alianckiej niewoli, a następnie wstąpił do 2 Korpusu Polskiego. W 1946 przyjechał do Szczecina. Został aresztowany przez Rosjan. Zbiegł z więzienia. W tym samym roku osiedlił się w miejscowości Homberg koło Kassel, gdzie posiadał restaurację.